# Скрибіче
Скрибіче (пол. Skrybicze) — село в Польщі, у гміні Заблудів Білостоцького повіту Підляського воєводства.
Населення — 186 осіб (2011).
У 1975-1998 роках село належало до Білостоцького воєводства.

## Демографія
Демографічна структура станом на 31 березня 2011 року:
|          | Загалом | Допрацездатний вік | Працездатний вік | Постпрацездатний вік |
| -------- | ------- | ------------------ | ---------------- | -------------------- |
| Чоловіки | 101     | 28                 | 67               | 6                    |
| Жінки    | 85      | 14                 | 55               | 16                   |
| Разом    | 186     | 42                 | 122              | 22                   |